# 福建省公安厅
福建省公安厅是中华人民共和国福建省人民政府主管公安工作的组成部门。

## 机构设置

### 职能处室[2]
1. 纪委监察室
2. 办公室
3. 政治部
4. 装备财务处
5. 机关党委
6. 队伍管理处
7. 人事训练处
8. 现役工作办
9. 宣传处
10. 离退休干部处
11. 法制处
12. 监所管理处
13. 出入境管理处
14. 信息通信处
15. 科技处

### 直属机构[3]
- 警务督察总队
- 交通警察总队（加挂“福建省公安厅交通管理局”牌子）
- 经济犯罪侦查总队
- 治安巡警总队
- 刑事侦查总队
- 禁毒总队
- 公共信息网络安全监察总队
- 长乐国际机场公安局

## 历任领导
| 廳長，黨委書記 - 李建成（2023年2月—） - 黃海昆（2021年7月—2023年2月） - 田湘利（2018年3月—2021年7月） - 王惠敏（2013年7月-2018年3月） - 牛紀剛（2008年5月－2013年7月） - 鲍绍坤（2006年7月－2008年5月）省委常委、政法委书记兼省公安厅党委书记、厅长 - 黃松祿 - 梁國斌（1949年7月－1951年）省委常委兼社會部長、省公安廳廳長，省檢察長，省委台灣工作委員會主任 |

## 福建省公安厅现任领导班子
- 省政府副省长，省公安厅党委书记、厅长、督察长、李建成，(1967年6月)
- 省公安厅党委副书记、常务副厅长（正厅长级）王锡章，(1972年10月)
- 省公安厅党委委员、副厅长、一级巡视员、许耀鹏，(1966年4月
- 省公安厅党委委员、副厅长、洪永新，(1972年12月)
- 公安厅党委委员、特勤局党委书记、局长、马明，(1973年7月)
- 省纪委监委驻省公安厅纪检监察组组长、省公安厅党委委员、池家文，(1967年10月)
- 省公安厅党委委员、福州市政府副市长、市公安局党委书记、局长、肖進才，(1969年7月)
- 省公安厅一级巡视员、胡楠，(1965年7月)
- 省公安厅党委委员、政治部主任、张晓容，(1975年3月)
- 省公安厅党委委员、副厅长、陈文荣，(1971年7月)